# Johnny Christ

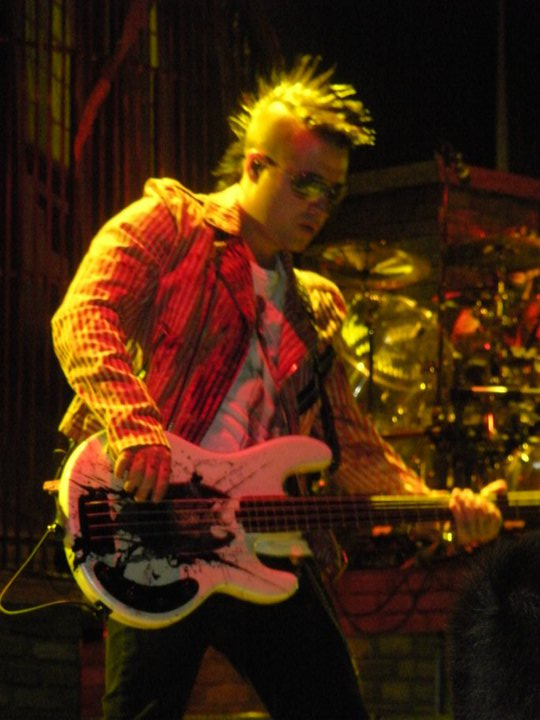
Johnny Christ

Johnny Christ, geboren als Jonathan Lewis Seward (Huntington Beach (Californië) 18 november 1984), speelt basgitaar voor de Amerikaanse hardrockband Avenged Sevenfold.

## Biografie
Christ beweert dat bandgenoot The Rev hem heeft getreiterd en dat hij hem daardoor al eerder kende dan de andere bandleden. Hij leerde de anderen kennen door zijn oudere broer, die bevriend was met onder andere Synyster Gates. Toen de bassist van de band ermee moest stoppen, bood Christaan om de tour met de jongens af te maken. Daarop werd hij hun vaste bassist. Christ is op de bands tweede album Waking The Fallen te horen. Hij was van plan om zijn artiestennaam te houden tot Zacky Vengeance op Johnny Christ kwam. Hij koos daarvoor omdat hij dacht dat iedereen de naam zou haten.
Christ staat samen met Synyster Gates en Zacky Vengeance op de site van gitaarbouwer Schecter Guitar Research.